# 1-ша церемонія «Греммі»
1-ша щорічна музична нагорода Греммі відбулась 4 травня 1959 року у двох містах Лос-Анджелесі та Нью-Йорку і вручалася за підсумками попереднього 1958 музичного року.

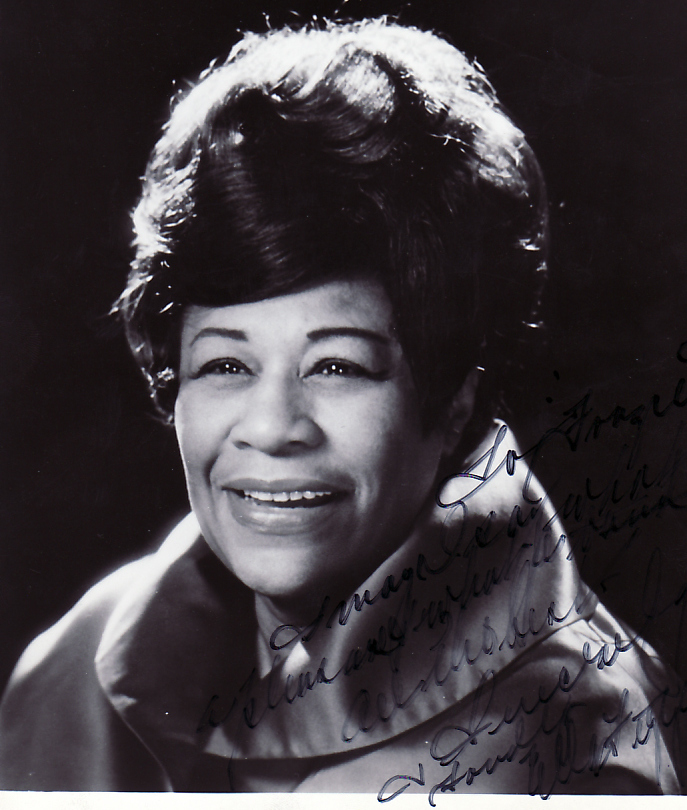
Елла Фіцджеральд в 1959 році була нагороджена двома преміями Греммі (фото 1968 року)

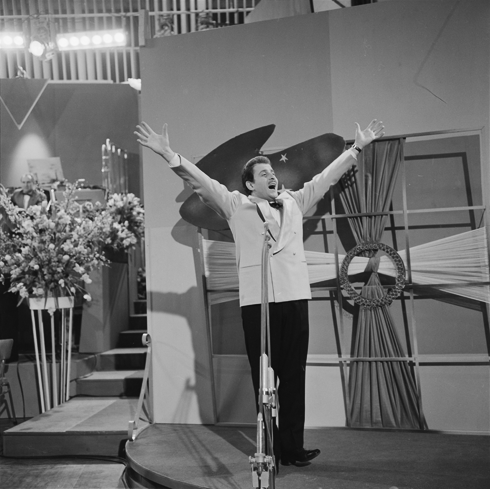
Доменіко Модуньйо на Пісенний конкурс Євробачення 1958

Чотири виконавці отримали по дві премії кожен: Доменіко Модуньйо, Генрі Манчіні, Елла Фіцджеральд і Ross Bagdasarian, Sr..

## Основна категорія
- Запис року
  - Доменіко Модуньйо за запис «Nel Blu Dipinto di Blu (Volare)»

- Альбом року
  - Генрі Манчіні за альбом The Music from «Peter Gunn»

- Пісня року
  - Доменіко Модуньйо за запис «Nel Blu Dipinto di Blu (Volare)»

## Дитячий запис

### Найкращий запис для дітей
- Багдасарян Росс за запис «The Chipmunk Song (Christmas Do not Be Late)»[en]

## Джаз

### Найкращий індивідуальне джаз-виконання
- Елла Фіцджеральд — Ella Fitzgerald Sings the Duke Ellington Songbook

### Найкраще джаз-виконання групою
- Каунт Бейсі — «Basie»

## Кантрі

### Найкраще кантрі і вестерн-виконання
- The Kingston Trio — «Tom Dooley»[en]

## Комедія

### Найкраще комедійне виконання
- Багдасарян, Росс за запис «The Chipmunk Song (Christmas Do not Be Late)»

## Поп

### Найкраще жіноче вокальне поп-виконання
- Елла Фіцджеральд — «Ella Fitzgerald Sings the Irving Berlin Songbook»

### Найкраще чоловіче вокальне поп-виконання
- Перрі Комо — «Catch a Falling Star»[en]

### Найкраще поп-виконання групою
- Каунт Бейсі — «Basie»

## R&B

### Найкраще R&B-виконання
- «The Champs»[en] — «Tequila»[en]